# Lokovina
Lokovina je naselje v Občini Dobrna.